# Spojené arabské emiráty na Letních olympijských hrách 2004
Spojené arabské emiráty na Letních olympijských hrách 2004 reprezentovali 4 muži.

## Medailisté
| Medaile | Jméno                            | Sport             | Disciplína       |
| ------- | -------------------------------- | ----------------- | ---------------- |
| Zlato   | Ahmad Mohammad Hasher Al Maktoum | Sportovní střelba | muži double trap |